# Wüstenrot Bank
Die Wüstenrot Bank Aktiengesellschaft Pfandbriefbank war ein deutsches Kreditinstitut mit Sitz in Ludwigsburg. Als filiallose Direktbank bot sie zuletzt Girokonten, Zahlungskarten und Wertpapierhandel an.

## Unternehmensgeschichte
Am 9. August 1968 wurde die Wüstenrot Bank AG für Wohnungswirtschaft ins Handelsregister beim Amtsgericht Ludwigsburg eingetragen. Die Hauptaufgabe der Bank bestand damals darin, die Kunden der Bausparkasse bei der Finanzierung ihrer Immobilienvorhaben zu unterstützen. Später wurde außerdem das gesamte außerkollektive Einlagengeschäft von der Bausparkasse übernommen. 1985 wurde mit dem Aufbau der ersten 10 Bankfilialen begonnen. Im Jahr 1988 gab es bereits 34 Filialen mit 300 Beschäftigten vor Ort, und die Angebotspalette wurde auf alle Formen der Geld- und Vermögensbildung, den Zahlungsverkehr über Girokonten, Privatkredite und Wertpapiergeschäfte erweitert. Dabei wurde der Bankname auch in Wüstenrot Bank AG verkürzt.
1990 fand eine Neustrukturierung statt, bei der alle Verwaltungsaufgaben in der Hauptverwaltung zentralisiert und neue kostengünstigere Standorte für die verbliebenen Filialen gesucht wurden. Ende 2002 war die letzte Filiale aufgelöst. 2005 fusionierte die Wüstenrot Bank AG mit der Wüstenrot Hypothekenbank zur Wüstenrot Bank AG Pfandbriefbank. Es entstand eine der ersten Universalbanken mit Pfandbrieflizenz nach neuem Recht.
Am 1. Juni 2017 verkündete die Muttergesellschaft Wüstenrot & Württembergische AG, dass ein Verkauf der Bank geprüft würde. Ende März 2018 wurde der Verkauf an die Bremer Kreditbank besiegelt, was mit dem 31. Mai 2019 endgültig vollzogen wurde. Inzwischen ist die Bremer Kreditbank AG mit der Oldenburgischen Landesbank verschmolzen. Vor der Verschmelzung der Wüstenrot Bank AG Pfandbriefbank wurden die Grundschulden auf die Wüstenrot Bausparkasse AG übertragen, die somit Rechtsnachfolgerin für die Grundschulden geworden ist. Am 29. November 2019 erfolgte die Verschmelzung der Wüstenrot Bank mit der Oldenburgischen Landesbank.